# Rollinia dolabripetala
Rollinia dolabripetala (Raddi) G.Don – gatunek rośliny z rodziny flaszowcowatych (Annonaceae Juss.). Występuje endemicznie w Brazylii – w stanach Bahia, Minas Gerais, Rio de Janeiro, São Paulo oraz Parana. 

## Morfologia
PokrójZimozielone drzewo dorastające do 2,5–20 m wysokości.
LiścieMają kształt od owalnego do eliptycznego. Mierzą 6–17 cm długości oraz 1,5–4,5 cm szerokości. Blaszka liściowa jest całobrzega o tępym wierzchołku.
OwoceSynkarpiczne, o kulistym kształcie. Osiągają 15–30 mm długości i 20–30 mm szerokości. Mają żółtą barwę.

## Biologia i ekologia
Rośnie w lasach. Występuje na wysokości do 1450 m n.p.m.